# Consenting Adults
Consenting Adults (no Brasil: Jogos de Adultos; em Portugal: Só Para Adultos) é um filme de drama dos Estados Unidos de 1992, realizado por Alan J. Pakula.

## Resumo
Um casal que leva uma vida normal tem a sua rotina modificada com a chegada de um novo casal como vizinhos. Eles tornam-se cada vez mais íntimos, passando muito tempo juntos, mas algo de muito sério e perigoso vai acontecer quando um dos maridos, propõe ao outro uma troca de casais por apenas uma noite.

## Elenco
- Kevin Kline (Richard Parker)
- Mary Elizabeth Mastrantonio (Priscilla Parker)
- Kevin Spacey (Eddy Otis)
- Rebecca Miller (Kay Otis)
- Forest Whitaker (David Duttonville)
- E.G. Marshall (George Gordon)
- Kimberly McCullough (Lori Parker)
- Billie Neal (Annie Duttonville)
- Benjamin Hendrickson (Jimmy Schwartz)
- Lonnie R. Smith (Dr. Pettering)
- Joe Mulherin (Bo)